# Estranha Melodia
Estranha Melodia foi uma telenovela brasileira que foi produzida e exibida em Curitiba pela TV Paraná Canal 6 às 21h15, entre 21 de setembro de 1966. e 20 de janeiro de 1967

## Histórico
Estranha Melodia seguiu O Direito de Nascer (1966), que terminara em 20 de setembro de 1966. Foi veiculada em Curitiba e em várias cidades do interior do Paraná e Santa Catarina, a partir de 21 de setembro de 1966. Seguindo o sucesso que fizera na época O Direito de Nascer, o núcleo artístico paranaense, então chamado “Elenco de Ouro” repetiu-se nessa novela.
A história de Estranha Melodia era ambientada no Brasil durante a Guerra do Paraguai, em 1865. Assim como a novela anterior, Estranha Melodia também foi divulgada através de eventos no interior do estado, em que o elenco era convidado, além de tardes de autógrafo, em que os atores caracterizados percorriam a pé as ruas da cidade, autografando para seus fãs.
A novela foi veiculada em Curitiba até 20 de janeiro de 1967.

## Elenco
- Airton Muller – Silvio, o cigano
- Aracy Pedrozo - Joana
- Claudete Baroni - Hermínia
- Odelair Rodrigues [4][5]
- Lala Schneider - Conceição
- José Basso - André
- Clovis Aquino – Valdir, o cigano
- Edson D’Avila
- Daniel Santos
- Delcy D’Ávila
- Luiz Arnaldo
- Sirlei da Costa
- Rubens Rôllo
- Daniel Costa
- Alceu Honório

## Ficha técnica adicional
- Diretor de TV - Haroldo de Oliveira
- Sonoplastia  - Eulampio Vianna Filho
- Figurino – Carlos Nunes